# Bbodance
La bbodance, anciennement British Ballet Organization (BBO), est une organisation et une commission d'examen de danse basée à Londres, en Angleterre.

## Histoire
Anciennement connue sous le nom de British Ballet Organization, bbodance a été fondée en Angleterre en 1930 par Edouard Espinosa et son épouse Eve Louise Kelland. Elle est créée en tant qu'école d'enseignement de la danse et développe un programme de formation en ballet classique.
Le BBO est de nos jours devenu l'un des principaux jurys d'examen de danse au Royaume-Uni. Il propose un programme d'examens en ballet classique, en danse de théâtre musical, claquettes, jazz, danse moderne et danse contemporaine. L'organisation forme également des enseignants qu'elle qualifie pour travailler dans les secteurs privé et public.
bbodance est un organisme de récompense de danse enregistré du Council for Dance Education & Training (en) (CDMT) et ses qualifications sont accréditées par Ofqual (en) (Angleterre) et Qualifications Wales (en). L'organisation a connu un changement de nom majeur en 2016. De nombreux artistes de danse notables y sont associés, de Beryl Grey (en)(présidente) et David Bintley (en), aux mécènes Craig Revel Horwood (en), Bonnie Langford ou encore, parmi d'autres, Wayne Sleep (en).